# Jan Váchal
Jan Váchal (* 23. února 1960, Praha) je český ekonom, spisovatel a dramatik.

## Život
V roce 1984 vystudoval Vysokou školu zemědělskou v Praze – provozně ekonomickou fakultu. Po absolvování vojenské služby na ní pokračoval v aspirantském studiu nejprve na katedře řízení a později na katedře organizace. Po roce 1990 se profesně věnuje ekonomii, psaní knih je pro něj nadstavba. Jeho tvorba je žánrově rozmanitá (romány, sci-fi povídky, detektivní thrillery, humoristické knihy). Kromě knih napsal i úspěšné detektivní komedie. Od roku 2008 vlastní a řídí nakladatelství PENROUS, ve kterém vydává svá díla.
Je držitelem Čestného uznání ceny Miloslava Švandrlíka za román Urnatour – pohřební cestovka (2018).

## Dílo

### Romány
- Bessy (1997) – román odehrávající se v San Francisku v zákulisí módní scény,
- Setkání s Gaskoňcem (1998) – historický román z Francie poloviny sedmnáctého století v němž hlavní roli hraje mušketýr D'Artagnan i když o tom neví.
- Jak nedočíst Viewegha (2008) – humoristický román o tom, jak hubatá účetní musí vybojovat nečekaný boj o nechtěnou knihu.
- Titanic 2022 (2011) – napínavý thriller o tajemství, které spojuje zločin na Titaniku v roce 1912 a na jeho replice v roce 2022.
- Urnatour – pohřební cestovka (2017) – humoristický román o tom, co všechno se může stát, když si založíte pohřební cestovku.
- Nahé obrazy (2021) - erotický humoristický román o tom, jak to dopadne, když chcete třem vysokoškolským studentkách splnit všechna jejich přání.

### Povídky
- 6000 miliard (2009) – sbírka humoristických sci-fi povídek o tom, co všechno vás může v budoucnosti překvapit

### Divadelní hry (komedie)
- Madam Colombová zasahuje (2010) – komedie o ukradeném diamantu na nejmenovaném anglickém zámku,
- Paní Fantomasová se zlobí (2012) – komedie o tom, že manželský spor Fantomasových lze vyřešit jedině zločinem
- Esemesky nebrečí (2013) – komedie která vám napoví, jak uběhnout a zejména přežít půlmaraton
- Manželstvím k lásce (2019) – komedie o tom, zda je opravdu nutné se před svatbou znát?
- Evolucionář aneb jedna třetina čtverce šesti opic (2019) – komedie o jednom epochálním vědeckém objevu[3]
- Jak provdat princeznu. Zn. Spěchá ( 2024 ) - pohádková ztřeštěná komedie pro všechny věkové kategorie.

### Dramatizace
- Metodik (2014) – Český rozhlas Dvojka (z povídkové sbírky 6000 miliard)[4]